# Matías Rodríguez Inciarte
Matías Pedro Rodríguez Inciarte, né le 23 mars 1948, est un homme d'affaires et homme politique espagnol, qui est le dernier ministre de la Présidence de la transition démocratique.

## Biographie

### Formation et début de carrière publique
Après avoir obtenu une licence de sciences économiques à l'université autonome de Madrid, il passe avec succès les concours de technicien commercial de l'État en 1972, et est affecté comme conseiller commercial à l'ambassade espagnole au Chili.

### Haut fonctionnaire ministériel
Il fait rapidement son retour en Espagne, afin d'occuper le poste de sous-directeur général de l'Économie et du Développement de la pêche au ministère de l'Économie, avant d'être promu, en 1977, secrétaire général du ministère. Il devient l'année suivante secrétaire général pour les Relations avec les Communautés européennes, puis secrétaire général de la seconde vice-présidence du gouvernement en 1980.

### Bref passage dans la vie politique
Nommé secrétaire d'État, adjoint au président du gouvernement en février 1981, Matías Rodríguez Inciarte est désigné, le 1er septembre suivant, ministre de la Présidence par Leopoldo Calvo-Sotelo. Il se retire de la vie politique à l'issue de son mandat, le 28 octobre 1982, jour de la défaite de l'Union du centre démocratique (UCD) aux élections anticipées.

### Le monde des affaires
En 1984, il est recruté par Banco Santander, dont il est nommé directeur financier et vice-président exécutif en 1986, puis directeur général en 1988. Promu deuxième vice-président en 1994, il devient par la suite troisième vice-président.